# Physical layer pipe
Physical layer pipe:  una de las principales diferencias entre el DVB-T y el DVB-T2 (también entre el C y C2), es la inclusión en este último de un sistema de transporte de los datos de cada servicio por separado mediante las conexiones de capa física o PLP's . Esto permite aumentar la protección y la solidez del sistema, y aún más importante, poder usar una modulación diferente para cada servicio. Hasta 256 PLP's pueden ser modulados independientemente. Además un mismo plp, puede agrupar diferentes servicios si se desea, y cada plp se puede multiplexar por división en tiempo y o/frecuencia. Todos los PLP tienen un identitificador PLPID de 8 bits por detectarlo dentro el sistema. Hasta 256 PLP's pueden ser modulados independientemente. Los diferentes PLPs se transmiten en paralelo hasta que se juntan en el bloque OFDM, transmitidos, y separados de nuevo al demodular la señal OFDM, para ser decodificados de nuevo en paralelo. 

## Tipos de PLP's
Según su función, y la manera en que se distribuyen en la trama T2, los plp's tienen la siguiente clasificación.
Comunes: se encargan de transportar los datos que comparten entre sí todos los otros PLP's. De este modo solo lo debemos transportar una vez y no repetir la misma información en cada PLP. 
Tipo 1: PLP con información propia de un servicio. Este tipo de plp's se envían en un único intervalo de la trama T2.
Tipo 2: PLP con información propia de un servicio. Se envían en 2 o más intervalos de la trama T2, con un maxim de 6480 subintervals. 
Además cada trama T2, tiene dos componentes básicos al principio: los símbolos P1 y P2.
- simbols P1: indican el comienzo de la trama T2. Contiene diferente información referida a frecuencia, FFT...
- simbols P2: cuento información principalmente sobre la repartición de celdas e información sobre plp's.

La trama T2 se divide en celdas. Estas celdas las ocupan los diversos tipos de elementos mencionados antes. La figura 1 nos muestra claramente como los plp's comunes son transmitidos al principio, seguidos por los data tipo 1. Los plps data tipos 2 se transmiten tras los de tipos 1, como hemos dicho, en más de un intervalo. Los símbolos P2, son los encargados de decidir a qué celda irá cada subintervalo de los PLPs data tipo 2. El orden de los elementos de la trama T2 es innegociable, y en todas las tramas será la misma.

## Modos de funcionamiento
Modo A: Modo de funcionamiento del sistema DVB-T2 en el que solo se transmite un PLP. También denominado Single PLP.
Características:
- Transporte stream mapeado en un solo PLP
- Modulación y codificación constante.
- Similar al DVB-T, puesto que tampoco controla cada servicio por separado.

Modo B:  modo de funcionamiento del sistema DVB-T2 en el que se utilizan múltiples PLPs. Cómo hemos dicho antes, esto nos permite que cada servicio o conjunto de servicios tenga una modulación propia. (255 plps maxim) 
Características
- Puede ofrecer más robustez a algún de los servicios deseados.
- Importante para la recepción móvil.
- Permite un ahorro de energía , puesto que al poder modular cada servicio por separado, cada uno obtiene la tasa de bits que se ajusta más a sus requisitos.
- Necesario por utilizar TFS con la complejidad razonable (dos sintonizadores incluidos con seis frecuencias de RF)